# Lunay (cantant)
Jefnier Osorio Moreno (Corozal, Puerto Rico; 4 d'octubre de 2000), conegut pel seu nom artístic Lunay, és un cantant porto-riqueny de reggaeton.

## Biografia
Osorio va néixer a Corozal, Puerto Rico, el 4 d'octubre de 2000. Els seus pares són Jennifer Moreno i Máximo Osorio. Té un germà gran, una germana menor i una germanastra. De petit tenia passió pel futbol, i va ser degut a aquest esport que va sorgir el seu interès per la música. Jugava a l'esport al voltant dels onze o dotze anys i va estar per molt de temps a la «travessia de l'esport», però la música ho satisfeia més.

## Carrera
Amb 14 anys va començar a pujar vídeos a Facebook fent freestyle rap, que van tindre una bona recepció. Poc després, es va unir a la plataforma SoundCloud on publicava petits projectes sota el seu nom de pila, mentre treballava a l'agència de modelatge Likuid. Des d'aquell moment es va centrar en la indústria musical més seriosament, sota el seu nom de pila, Jefnier Osorio, va presentar una versió pròpia del tema Panda de Desiigner, titulat "Un Panda muy diferente".
El 2017 va publicar a la plataforma la cançó «Aparentas» juntament amb el també freestyler Mvrio. La cançó va tindre gran quantitat de reproduccions i va cridar l'interès dels productors Chris Jeday i Gaby Music amb qui va firmar un contracte el 2018. Després va decidir utilitzar Lunay com el seu nom, perquè fos «una cosa més clara» i ha comentat que el nom no té un significat com a tal. El contracte li va permetre participar en col·laboracions amb cantants com Anuel AA i Ozuna a «A solas» i «Luz Apaga» respectivament. Va aconseguir més repercussió musical amb la publicació de la cançó «Soltera» al febrer de 2019, del qual més tard va llançar un remix juntament amb Bad Bunny i Daddy Yankee.
Als Premis Latin American Music del 2019, va obtenir el premi Nou Artista de l'Any. El 25 d'octubre del mateix any va llançar el seu àlbum debut titulat Épico sota la discogràfica Star Island, el qual conté col·laboracions amb cantants com Anuel AA i Ozuna a «Aventura» i Wisin &amp; Yandel a «Mi favorita». L'àlbum es va posicionar en la segona posició del Top Latin Albums i Latin Rhythm Albums de Billboard.

## Estil musical
Sobre el seu estil musical, ha comentat que les seves cançons no fomenten la violència ni denigren les dones. També ha comentat que li agrada el rap americà i voldria «fusionar el saó de Puerto Rico amb la música de cantants com Drake i Rihanna».

## Discografia
Àlbums d'estudi
- 2019: Épico
- 2021: El Niño